# Speak
Speak (született Deák Tamás, 1976. május 31. –) magyar rap-előadó. Művésznevének jelentése angol nyelven: „beszélni”, „beszélj”.
Ismertté 2003-ban született angol nyelvű háborúellenes dala tette, a Stop the War („Állítsd le a háborút”), miután 2006 végén felkerült a youtube.com lapra. A dalban az angol nyelv szabályainak nagy részére fittyet hányó beszélt nyelvet használt, köztük rapkifejezéseket helytelenül és oda nem illően, amivel derültséget váltott ki hallgatóiból. Háttérénekesként alkalmazott ismert magyar előadókat, Takáts Tamást, Varga Miklóst, Bebét és „Nal C” néven Naszvagyi Tamást. Dalszövegeiből tudható, hogy Snoop Dogg, Dr. Dre, Sean Combs és 2Pac jelentős hatást gyakoroltak rá.
2007-ben újabb klipje készült Hold On címmel, Fábry Gabriella opera-énekesnő közreműködésével; Speak ugyanebben az évben a Stop the War új változatát is elkészítette, melyben eredeti háttérénekesei helyett Fábry énekel.